# Vuelo 103 de IrAero
El Vuelo 103 de IrAero fue un vuelo regular nacional de pasajeros ruso que el 8 de agosto de 2011 cuando estaba en pleno aterrizaje en su segunda escala en el Aeropuerto Ignatyevo, en Blagovéshchensk, Rusia, se salió 200 metros (656,2 pies) de la pista y quedó destruido. Doce de las treinta y seis personas que viajaban a bordo resultaron heridas.

## Aeronave

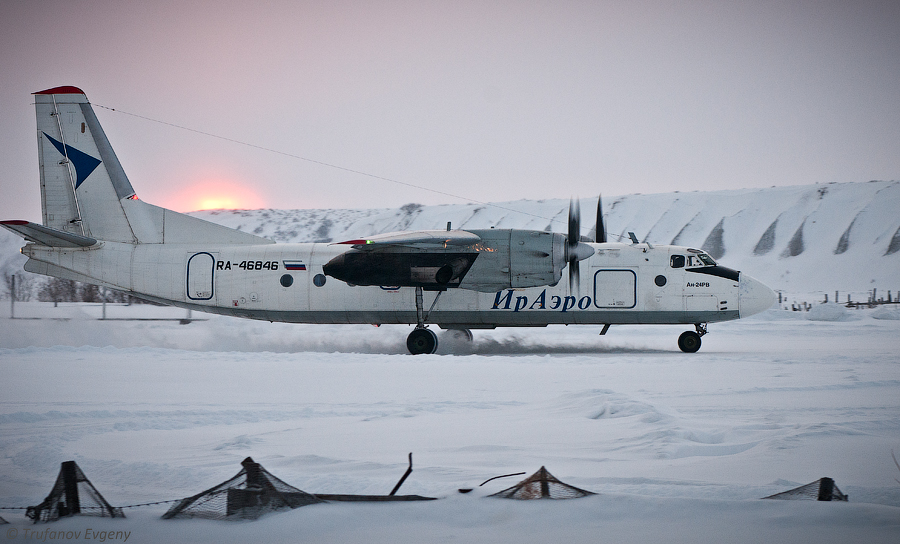
Un Antonov 24 de la misma aerolínea, idéntico al accidentado

El avión accidentado fue un Antonov An-24, registro RA-46561, número de serie 67310609. El avión fue construido en 1976.

## Accidente
El vuelo salió de Irkutsk a Jabárovsk con escalas en Chitá y Blagovéshchensk. A bordo había 36 pasajeros, así como 4 miembros de la tripulación y un asistente de vuelo.
A las 01:11 (UTC), cuando iban en la ruta de vuelo, la tripulación despegó del aeropuerto de Chita, la primera escala. El vuelo se realizó en condiciones climáticas difíciles. Antes del inicio del descenso a las 03:32, la tripulación escuchó la información del ATIS del aeródromo de Blagovéshchensk, en la segunda escala. La aproximación de aterrizaje se realizó a alrededor de las 14:00 (hora local) en condiciones de actividad de tormenta, con un rumbo magnético de 360° utilizando un sistema de rumbo planeo. En el momento del aterrizaje, el clima era de viento 180° con ráfagas de hasta 14 m/s, visibilidad 350-450 m, tormenta fuerte, tormenta eléctrica, visibilidad vertical a menos de 40 m.
Realizando una aproximación en las condiciones especificadas, sumado a fuertes turbulencias atmosféricas, la tripulación hizo una evasión hacia la derecha y, habiendo descendido prematuramente, con altas velocidades verticales y de avance chocó con árboles 75 metros antes del final y 250 metros a la derecha de la pista de la línea central. Antes de la colisión, el mecánico de vuelo, al mando del PIC, emplumó las hélices. Con el aterrizaje brusco posterior y el movimiento en tierra, la aeronave giró a la derecha 90° del curso de aterrizaje y se detuvo a una distancia de 450 metros del extremo de entrada de la pista, 285 metros a la derecha de su línea central. No hubo fuego a bordo.
Como resultado del incidente, 7 pasajeros y 2 miembros de la tripulación recibieron lesiones de diversa gravedad, la aeronave sufrió daños estructurales importantes, como el ala izquierda que estaba completamente rota y separada del aparato y el tren de aterrizaje derecho se rompió.
La evacuación de los pasajeros de la aeronave fue realizada por miembros de la tripulación de vuelo y de cabina. Las víctimas fueron trasladadas a hospitales de Blagovéshchensk, la información en los medios sobre su número cambió varias veces. El accidente fue declarado inicialmente por varios medios de comunicación como excursión en la pista.

## Investigación
El 9 de agosto, el Comité de Aviación Interestatal (del ruso: Межгосударственный авиационный комитет (МАК)) de la Comunidad de Estados Independientes abrió una investigación del accidente, con B G Rafikov a la cabeza. Aunque tanto la grabadora de voz como la de datos resultaron dañadas en el accidente se pudo recuperar la mayor parte de los datos de ambos instrumentos.

## Reporte final
La investigación tardó 8 meses en descubrir cuáles fueron las causas principales del accidente, concluyendo en su informe final que:
La causa del accidente en condiciones meteorológicas muy por debajo de las condiciones meteorológicas del comandante, el aeródromo y la aeronave, así como la presencia de fenómenos meteorológicos dañinos (tormenta, lluvia intensa, fuerte turbulencia), fue la falta de la tripulación para dar la vuelta cuando no pudo observar los puntos de referencia mientras descendía a una altura muy por debajo de la altura de decisión, así como la falta de respuesta adecuada y actuación necesaria tras la activación del sistema de alerta de proximidad al suelo, que provocó una colisión con obstáculos y tierra de aeronaves en vuelo controlado y su destrucción.
Los factores contribuyentes
- Subestimación por parte de la tripulación de las condiciones meteorológicas en el aeródromo de aterrizaje, expresada al tomar una decisión equivocada sobre la ejecución de la aproximación en términos de tormenta y lluvia torrencial;
- Servicios meteorológicos de vuelo insatisfactorios, proporcionando información al controlador y posteriormente a la tripulación sobre la visibilidad real, la altura de las nubes, la dirección y la fuerza del viento en el aeropuerto, y las condiciones reales significativamente peores que el mínimo establecido;
- Permiso del ATM para realizar una aproximación en presencia de fenómenos meteorológicos peligrosos (adversos) (tormenta, tormenta de lluvia intensa);
- Dotación inadecuada, que provocó la inclusión en la tripulación del segundo piloto que realizó el primer vuelo tras una larga pausa sin pasar la preparación y formación necesarias;
- Mala interacción de la tripulación y falta de uso de los instrumentos disponibles, en términos de informar al capitán sobre alcanzar la altura de decisión, falta de decisión del capitán de continuar aterrizando o dar la vuelta y la falta de acciones del segundo piloto para iniciar la vuelta en estas condiciones.